# Milt Kahl
Milton Erwin „Milt“ Kahl (* 22. März 1909 in San Francisco, Kalifornien; † 19. April 1987 in Mill Valley, Kalifornien) war ein US-amerikanischer Animator und einer der Disney’s Nine Old Men.

## Leben
Milt Kahl wurde 1909 in San Francisco geboren. Die High School brach er ab, um für verschiedene Magazine als Illustrator und Cartoonist zu arbeiten.
Ab Mitte der 1930er Jahre arbeitete er für Walt Disney. Er arbeitete für das Unternehmen bis 1976 und zog sich danach weitgehend ins Privatleben zurück. Kahl widmete sich in den letzten Lebensjahren anderen Interessen und schuf unter anderem Skulpturen.
Kahl war dreimal verheiratet. Aus seiner ersten Ehe mit Laura Marie Nordquist, die von 1934 bis zu ihrem Tod 1967 hielt, gingen zwei Kinder hervor.
1989 wurde er postum mit dem Disney-Legends-Preis ausgezeichnet.

## Filmografie (Auswahl)
- 1934: Servants' Entrance
- 1935: Mickys Löschzug (Mickey's Fire Brigade, Kurzfilm)
- 1935: Auf dem Eis (On Ice, Kurzfilm)
- 1936: Picknick mit Kindern (Orphans' Picnic, Kurzfilm)
- 1936: Elmer Elephant (Kurzfilm)
- 1936: Mickys Zirkus (Mickey's Circus, Kurzfilm)
- 1936: Toby Schildkröt schlägt sie alle (Toby Tortoise Returns, Kurzfilm)
- 1937: Schneewittchen und die sieben Zwerge (Snow White and the Seven Dwarfs)
- 1937: Einsame Geister (Lonesome Ghosts, Kurzfilm)
- 1938: Farmyard Symphony (Kurzfilm)
- 1938: Ferdinand, der Stier (Ferdinand the Bull, Kurzfilm)
- 1939: Das hässliche Entlein (The Ugly Duckling, Kurzfilm)
- 1940: Pinocchio
- 1942: Bambi
- 1942: Drei Caballeros im Sambafieber (Saludos Amigos)
- 1942: Donald Duck Visits Lake Titicaca (Kurzfilm)
- 1943: The Grain That Built a Hemisphere (Kurzfilm)
- 1943: Education for Death: The Making of the Nazi (Kurzfilm)
- 1943: Reason and Emotion (Kurzfilm)
- 1943: The Winged Scourge (Kurzfilm)
- 1943: Chicken Little (Kurzfilm)
- 1944: Wie man Football spielt (How to Play Football, Kurzfilm)
- 1944: Drei Caballeros (The Three Caballeros)
- 1945: Tiger Trouble (Kurzfilm)
- 1945: Donald und das mysteriöse Buch (Duck Pimples, Kurzfilm)
- 1945: Hockey Homicide (Kurzfilm)
- 1945: The Cold-Blooded Penguin (Kurzfilm)
- 1946: Lachkonzert in Entenhausen (Make Mine Music)
- 1946: The Story of Menstruation (Kurzfilm)
- 1946: Onkel Remus’ Wunderland (Song of the South)
- 1946: The Martins and the Coys (Kurzfilm)
- 1946: All the Cats Join In (Kurzfilm)
- 1947: Fröhlich, Frei, Spaß dabei (Fun and Fancy Free)
- 1947: Bongo (Kurzfilm)
- 1948: Pecos Bill (Kurzfilm)
- 1948: Musik, Tanz und Rhythmus (Melody Time)
- 1948: Johnny Appleseed (Kurzfilm)
- 1948: Ein Champion zum Verlieben (So Dear to My Heart)
- 1949: The Wind in the Willows (Kurzfilm)
- 1949: Die Abenteuer von Ichabod und Taddäus Kröte (The Adventures of Ichabod and Mr. Toad)
- 1949: The Legend of Sleepy Hollow (Kurzfilm)
- 1950: Cinderella
- 1950: The Brave Engineer (Kurzfilm)
- 1951: Alice im Wunderland (Alice in Wonderland)
- 1953: Peter Pan
- 1955: Susi und Strolch (Lady and the Tramp)
- 1959: Dornröschen (Sleeping Beauty)
- 1961: 101 Dalmatiner (One Hundred and One Dalmatians)
- 1963: Die Hexe und der Zauberer (The Sword in the Stone)
- 1964: Mary Poppins
- 1967: Das Dschungelbuch (The Jungle Book)
- 1968: Winnie Puuh und das Hundewetter (Winnie the Pooh and the Blustery Day, Kurzfilm)
- 1970: Aristocats (The Aristocats)
- 1971: Die tollkühne Hexe in ihrem fliegenden Bett (Bedknobs and Broomsticks)
- 1973: Robin Hood
- 1974: Winnie Puuh und Tigger dazu (Winnie the Pooh and Tigger too, Kurzfilm)
- 1977: Die vielen Abenteuer von Winnie Puuh (The many Adventures of Winnie the Pooh)
- 1977: Bernard und Bianca – Die Mäusepolizei (The Rescuers)
- 1979: Der König von Narnia (The Lion, the Witch and the Wardrobe, Fernsehfilm)
- 1981: Cap und Capper (The Fox and the Hound)
- 1956–1961, 1982: Disney-Land (Disneyland, Fernsehserie, 8 Episoden)
- 1984: DTV: Pop & Rock
- 1984: DTV: Golden Oldies
- 1985: Taran und der Zauberkessel (The Black Cauldron)
- 1986: Basil, der große Mäusedetektiv (The Great Mouse Detective)